# Micropogonias megalops
Micropogonias megalops är en fiskart som först beskrevs av Gilbert, 1890.  Micropogonias megalops ingår i släktet Micropogonias och familjen havsgösfiskar. IUCN kategoriserar arten globalt som livskraftig. Inga underarter finns listade i Catalogue of Life.